# 貝爾特·阿波蒙特
貝爾特·阿波蒙特（荷蘭語：Bert Appermont，1973年12月27日—）是比利时音乐教育家、指挥家、作曲家和编曲家。除了本名阿波蒙特之外，羅伯特·芬恩（Robert Finn）也是他的化名。
阿波蒙特和揚·范德魯斯特同屬新一代的比利时作曲家，其中阿波蒙特尤以精湛的乐器演奏技巧和优美的旋律而闻名。他的作品現有約四十首，形制多元（合唱团、室内乐团、管乐团和交响乐团等），當中许多作品皆是取材于传说、神话或历史题材，这赋予了他的音乐一种特殊的活力。他还创作了许多流行歌曲、青年戏剧音乐、具有教育特色的音乐集和儿童音乐等等，这亦是他非常熟悉的媒介。
阿波蒙特的作品现已在二十多个国家演出，由日本、瑞士、荷兰、丹麦、德国、意大利、西班牙和比利时等国家的著名乐团录制成CD。

## 早年
阿波蒙特生於比利時比尔曾，在鲁汶莱门斯学院分别师从扬·哈德曼、埃德蒙·萨维尼尔斯和扬·范德鲁斯特等人，学习对位法、赋格曲、管弦乐和哈法布拉指挥（HaFaBra Directie）等學門。1998年他获得了音乐教育和哈法布拉指挥的双硕士学位，之後繼續前往英国伯恩茅斯传媒学院深造。在英國他則是获得了电影和电视音乐设计硕士学位，期間对音乐剧、电影和电视的作曲技巧有了广泛的了解。

## 職業生涯
阿波蒙特是一名音乐教育家，且活跃于各学校和组织，包括哈瑟尔特人文和音乐中学、Beverst音乐学院等。他目前在林堡天主教大學（Katholieke Hogeschool Limburg）以及拉纳肯和亨克的音乐学院任教。
在約翰·科伯的推动下，阿波蒙特開始指揮自己作品的演出，此外他还是荷兰和国外课程、研讨会的常客。

## 作品節選
阿波蒙特的作品皆由贝里亚托音樂出版社（Beriato Music B.V.B.A.）發行：

### 鋼琴
- The darkest hour

### 室內樂
- Aurion，單簧管與鋼琴
- Fanfare for a Friend，為銅管樂團
- Impressions，單簧管與鋼琴
- Little Rhapsodie，單簧管與鋼琴
- Seaside Suite，為薩克管四重奏
- The Prodigy，為弦樂四重奏

### 管樂合奏
- The Awakening，1997年
- Colors for trombone，1998年
- Gulliver's Travels，2000年
- 第1號交響曲《吉爾伽美甚》（Gilgamesh），2003年
- 交響詩《艾格蒙》（Egmont），2004年
- 《諾亞方舟》（Noah's Ark）
- 《艾芬豪》（Ivanhoe）

### 劇場作品

#### 音樂劇
- Zaad van Satan，2002年

#### 舞台音乐
- De Jongen van Zee
- Luna van de Boom

### 宗教音樂
- Ave verum
- Missa Aeterna

### 合唱作品
- Autocanon，為童聲合唱
- Heijamano，童聲合唱與鋼琴
- Kom zing maar mee，童聲合唱與鋼琴

## 外部連結
- 官方网站
- 貝爾特·阿波蒙特的Discogs页面（英文）